# Opération israélienne en Cisjordanie en 2025
Quelques jours après la mise en place du cessez-le-feu à Gaza, le 21 janvier 2025, l'armée israélienne mène une opération militaire de grande envergure, nommée « Mur de fer »,,, contre les militants palestiniens en Cisjordanie occupée par Israël. L'opération israélienne visait initialement uniquement les Brigades de Jénine, une milice palestinienne locale, mais s'est étendue à Tulkarem et à d'autres localités palestiniennes. Il s'agit d'une approche stratégique plus agressive à l'égard des combattants palestiniens en Cisjordanie et différente des incursions précédentes,. C'est également la première fois que l'Autorité palestinienne participe directement à une opération militaire israélienne,.
En outre, les combats mettent en évidence le déplacement de l’attention militaire israélienne vers la Cisjordanie, loin de la bande de Gaza, où le cessez-le-feu qui a mis fin à la guerre de Gaza a été mis en œuvre le 19 janvier 2025. L'armée israélienne a déclaré que les objectifs de l'opération étaient de préserver sa « liberté d'action » en Cisjordanie, de neutraliser les infrastructures militantes et d'éliminer les menaces imminentes,.
Le Premier ministre israélien Benjamin Netanyahu a déclaré que l'opération était une action contre « l'axe iranien » et le ministre Bezalel Smotrich a déclaré qu'elle marquait le début d'une campagne visant à protéger les colonies israéliennes dans la région occupée. Le ministre israélien de la Défense, Israël Katz, a déclaré qu'elle résulte d'un changement dans le plan de sécurité de l'armée israélienne en Cisjordanie et constitue « la première leçon tirée de la méthode des raids répétés à Gaza ».  Il précise en outre que les forces israéliennes prévoyaient de maintenir une présence militaire à long terme à Jénine après la fin de l'opération.
Le gouvernement israélien annonce le 23 février 2025 que son armée a vidé de ses habitants trois camps de réfugiés palestiniens du nord de la Cisjordanie occupée, ceux de Jénine, Tulkarem et Nour Shams, et qu'elle avait pour ordre d'interdire le retour de leurs habitants.
Amnesty international dénonce le déplacement forcé de « dizaines de milliers de Palestiniens », soit le plus important déplacement de population depuis l'exode palestinien de 1967. Les forces israéliennes ont tué au moins 80 Palestiniens, dont 14 enfants, entre le 21 janvier et le 4 juin.

## Contexte
L’opération israélienne fait suite à plusieurs événements connexes survenus dans la région. Depuis le 7 octobre 2023, au moins 911 Palestiniens ont été tués en Cisjordanie par des soldats ou des colons israéliens. Dans le même temps, au moins 32 soldats ou colons israéliens ont été tués.
Le 19 janvier, le cessez-le-feu de la guerre de Gaza a été mis en œuvre, mettant fin aux combats dans la bande de Gaza. Le 20 janvier, le président américain Donald Trump a été investi pour la deuxième fois et a ensuite publié un décret annulant les sanctions contre certains colons israéliens et groupes de colons accusés de violences anti-palestiniennes en Cisjordanie. Le même jour, une foule de colons israéliens a attaqué plusieurs villes palestiniennes en guise de protestation contre le cessez-le-feu de Gaza, avant d'être dispersée par l'armée israélienne.

### Opération de l'Autorité palestinienne à Jénine
À Jénine, les services de sécurité de l’Autorité palestinienne mènent une opération contre les Brigades de Jénine depuis décembre 2024. Les deux parties ont signé une trêve le 17 janvier 2025, mais l'accord a échoué et les combats ont repris deux jours plus tard,,. L'armée israélienne a lancé son raid après avoir jugé l'opération de l'autorité palestinienne insuffisante, selon le Jerusalem Post.

## Chronologie des évènements

### Janvier

#### 21 janvier
Le raid a commencé par des frappes de drones sur les infrastructures des militants, et un grand nombre de soldats de Tsahal, y compris des forces spéciales, ainsi que des agents du Shin Bet et des officiers de la police des frontières ont été déployés à Jénine. Des sources palestiniennes ont également signalé la participation d'avions de guerre et de véhicules blindés israéliens, notamment des bulldozers.
Les forces de l'Autorité palestinienne se sont retirées de leurs positions à Jénine alors que l'armée israélienne entrait dans la ville,,. Selon l'AP, l'opération israélienne les a pris par surprise et des membres de ses forces ont été tués par des tirs israéliens,. Selon Israël, cependant, l'AP a été informée à l'avance de la décision d'entrer à Jénine et les forces de l'AP se sont retirées pour permettre à l'armée israélienne de poursuivre son raid.
L'armée israélienne a encerclé Al-Amal, un hôpital privé local.
L'agence Reuters authentifie une vidéo montrant un père de famille abattu devant ses enfants le 21 janvier.

#### 22 janvier
Selon le maire de Jénine, les forces israéliennes ont libéré jusqu'à 600 personnes qui avaient été détenues pendant la nuit à l'intérieur de l'hôpital gouvernemental de Jénine.
Les forces de l'Autorité palestinienne ont pris d'assaut l'hôpital Al-Razi et arrêté un homme qui serait un militant des Brigades de Jénine, marquant la première fois que les forces de l'autorité palestinienne participent à un raid israélien en Cisjordanie.
À Burqin, près de Jénine, les forces israéliennes ont tué deux militants qui avaient mené une attaque contre des Israéliens plus tôt dans le mois.

#### 23 janvier
Des centaines de Palestiniens du camp de Jénine ont commencé à quitter leurs maisons après que les forces israéliennes ont émis un ordre d'évacuation.
Les forces de l'AP ont arrêté le journaliste d'Al Jazeera Mohammed al-Atrash, qui tentait de couvrir le raid israélien sur Jénine.

#### 24 janvier
Les forces israéliennes ont bloqué les quatre entrées principales de Jénine avec des monticules de terre, empêchant l’entrée et la sortie, et ont incendié des résidences dans le camp de réfugiés de Jénine. À Yabad, à l'ouest de Jénine, les forces de l'AP ont arrêté un certain nombre de militants.
Des raids conjoints israéliens et de l'autorité palestinienne ont été signalés à Tulkarem, Ramallah, Hébron et Qalqilya.

#### 26 janvier
L'armée israélienne a annoncé avoir détruit un laboratoire de fabrication de bombes à Jénine.
Une petite fille de 2 ans est tuée lors d'un assaut de l'armée israélienne sur le village d’Al-Shuhada.

#### 27 janvier
L'opération "Mur de fer" s'est officiellement étendue au gouvernorat de Tulkarem,. L'armée de l'air israélienne a frappé et tué le commandant local du Hamas de Tulkarem et un autre militant dans le camp de réfugiés de Nur Shams, et des combats ont éclaté à Tulkarem entre les militants et les forces israéliennes au sol.

#### 29 janvier
Le ministre israélien de la Défense, Israël Katz, a déclaré que les forces israéliennes prévoyaient de rester indéfiniment à Jénine, même après la fin de l'opération. Ce serait la première fois depuis la seconde Intifada que des forces israéliennes seraient stationnées dans une ville palestinienne pendant une période prolongée.

### Février

#### 1erfévrier
Les forces israéliennes ont attaqué Naplouse et le camp de réfugiés adjacent de Balata.

#### 2 février
L'armée israélienne a procédé à une série de détonations massives à Jénine, affirmant avoir détruit 23 bâtiments utilisés comme « infrastructures militantes »,.
Les forces israéliennes ont étendu leur opération à Tammun, fermant la route principale de la ville,.

#### 3 février
Le gouverneur du gouvernorat de Tulkarem a rapporté que la moitié de la population de Tulkarem a fui et que les hôpitaux et les résidences ont été attaqués par les forces israéliennes.

#### 4 février
Un Palestinien armé a attaqué un poste de contrôle israélien dans le village de Tayasir, au nord de Tubas en Cisjordanie, tuant deux soldats de Tsahal et en blessant huit autres,.
L'autorité palestinienne s'attaque aux militants dans l'est de Jénine.

#### 9 février
Les forces israéliennes ont encerclé et attaqué le camp de Nur Shams. La brigade de Tulkarem a déclaré avoir réussi à tendre une embuscade à un groupe de soldats de Tsahal à l'intérieur du camp de réfugié.

#### 18 février
Les forces israéliennes ont démoli plus d'une douzaine d'immeubles d'habitation à l'intérieur du camp de réfugiés de Tulkarem.

#### 20 février
Trois bus israéliens vides ont explosé à Bat Yam, au sud de Tel Aviv ; aucune personne n'a été blessé. Le commandant de la police israélienne Haim Sargarof a déclaré que les dispositifs utilisés pour déclencher les explosions étaient similaires à ceux utilisés par les militants de Cisjordanie. L'un des engins non explosés portait un message disant « Vengeance de Tulkarem » ; la Brigade de Tulkarem a publié un communiqué affirmant que « La vengeance des martyrs ne sera pas oubliée tant que l'occupant sera assis sur notre terre », mais n'a pas explicitement revendiqué la responsabilité de l'attaque. Le Shin Bet a déclaré que l'attaque avait été dirigée par l'Iran et menée par le Hamas.

#### 21 février
Après les attaques contre les bus, Netanyahou a ordonné une intensification de l'opération en Cisjordanie, et l'armée israélienne a déclaré qu'elle déploierait trois bataillons supplémentaires dans la région.

#### 23 février
L'armée israélienne a déployé trois chars Merkava de la 188e brigade blindée à Jénine, marquant la première fois depuis l'opération Rempart que des chars israéliens opéraient en Cisjordanie.

### Mars

#### 12 mars
L'armée israélienne procède à une nouvelle vague d'arrestations de Palestiniens dans le nord de la Cisjordanie occupée. Selon un communiqué de Tsahal, la troupe a procédé à l'arrestation de 12 personnes. À Qabatiya, un correspondant de l'AFP a également vu des bulldozers de l'armée détruire des segments de route, alors que plusieurs personnes arrêtées ont été escortées les yeux bandés par des soldats vers des véhicules militaires pour certaines ou un bâtiment transformé en salle d'interrogatoire pour les autres.
Dans la luit, au moins 30 personnes ont été arrêtées lors d'autres raids israéliens. Selon l'agence palestinienne Wafa, l'armée israélienne a pris d'assaut la localité d'al-Khader, au sud de Bethléem, tandis que des soldats ont tiré des bombes assourdissantes lors d'une descente dans les maisons du quartier de Dar Mahmoud. Des raids similaires ont été conduits dans les localités de Chouqba, à l’ouest de Ramallah, et de Bani Naïm, à l’est d’Hébron, tandis que plusieurs Palestiniens ont été arrêtés à Tulkarem et à Jénine.
L'armée israélienne a également affirmé avoir abattu trois combattants palestiniens à Jénine, tandis que l'Autorité palestinienne a rapporté qu'une femme avait été tuée au cours de ces raids.

#### 14 mars
Un Palestinien de 21 ans est tué par des tirs israéliens dans un village proche de Naplouse, dans le nord de la Cisjordanie, où l'armée israélienne a confirmé avoir ouvert le feu sur des lanceurs de pierres.

### Avril

#### 4 avril
Un Palestinien de 42 ans, Husseïn Hardan, est tué par un tir israélien dans la matinée du 4 avril 2025.
Le 17 avril, les Brigades Al-Qods attaquent un véhicule militaire israélien, à Jénine, à l'aide d'explosif et l'endommagent.

## Impact humanitaire et violations des droits de l’homme
L'ampleur des destructions survenues durant l'opération israélienne a été rapprochée de la situation dans la bande de Gaza,,,,. Selon les historiens et les chercheurs, l'opération provoque également le plus grand déplacement de civils en Cisjordanie depuis la guerre des Six Jours en 1967, avec environ 40 000 Palestiniens déplacés. Jénine est en grande partie désertée et des milliers de Palestiniens sont déplacés de Tulkarem. L'armée israélienne a démoli des dizaines de maisons à Jénine, Tulkarem et Naplouse, et a rasé des blocs résidentiels entiers. À Jénine, les forces israéliennes ont détruit des réservoirs d'eau et détruit environ 180 maisons, dont deux appartenant à la minorité chrétienne palestinienne.
Les forces israéliennes et de l'autorité palestinienne ont assiégé et pris d’assaut plusieurs hôpitaux,,. Selon un rapport publié par Médecins sans frontières le 6 février 2025, l’accès aux soins de santé en Cisjordanie occupée est gravement perturbé par un vaste réseau de points de contrôle et de barrages routiers israéliens, qui entravent la circulation des ambulances et des équipes médicales d’urgence. « Les gens ont des difficultés à accéder aux besoins de base comme l'eau potable, la nourriture, des soins médicaux et des abris », a affirmé le 23 février le Comité international de la Croix-Rouge (CICR). Le CICR a souligné que beaucoup d'habitants des camps s'étaient réfugiés dans « des mosquées surpeuplées et des écoles ». MSF fait état le 24 mars d'une situation « extrêmement précaire » pour les dizaines de milliers de personnes déplacées de force, lesquelles sont « privées d'abris adéquats, de services de base et d'accès aux soins de santé ». L'ONG souligne également que « la situation en matière de santé mentale est alarmante ».
Parmi les meurtres de civils commis par les forces israéliennes figurent notamment ceux d’un homme et de sa femme enceinte près de Tulkarem, d’une jeune femme dans le camp de Nur Shams et d’un garçon de sept ans dans le camp de réfugiés de Tulkarem. Selon Yaniv Kubovich du Haaretz, des sources internes à Tsahal ont rapporté que les ordres d'ouverture du feu élargis du commandement central ont rendu les tirs sur le terrain « faciles à déclencher ».
Le 24 janvier, le Haut-Commissariat de l'ONU aux droits de l'homme confirme qu’au moins douze Palestiniens ont été tués et quarante blessés par l'armée israélienne, et précise que « la plupart d’entre eux n’étaient apparemment pas armés ». Au 24 février, cinquante et un morts palestiniens sont recensés, dont sept enfants. Au 14 mars, le Bureau des affaires humanitaires de l'ONU décompte au moins soixante-quatorze Palestiniens tués dans cette offensive.

## Réactions
Le ministre israélien Bezalel Smotrich, considéré comme le gouverneur de facto de la Cisjordanie, précise qu'il s'agit d'une « opération à long terme contre les terroristes et leurs instigateurs, afin de protéger les colonies et les colons et d'assurer la sécurité d'Israël ». Il annonce aussi que 2025 serait l’année de « l’application de la souveraineté israélienne » sur la Cisjordanie occupée, mettant ainsi fin à « la menace d’un État palestinien ».
Le Haut-Commissariat de l'ONU aux droits de l'homme dénonce, le 24 janvier, l'usage par Israël « de méthodes de guerre » et « le recours illégal à la force létale » à Jénine.
En mai, Benyamin Nétanyahou affirme qu’Israël a « écrasé » les camps de réfugiés.

## Analyse
Le colonel Michael Milshtein, réserviste de Tsahal et directeur du Forum d'études palestiniennes au Centre Moshe Dayan pour les études sur le Moyen-Orient et l'Afrique à l'université de Tel Aviv, a déclaré que les événements de Jénine ne sont qu'un autre exemple du raid typique de Tsahal en Cisjordanie qui dure plusieurs jours et se termine par un retrait. Milshtein soutient que ce type de raid est devenu répété et inefficace, ne faisant que nuire aux infrastructures des militants, et qu'on peut s'attendre à un résultat similaire à Jénine. C'était avant l'annonce par le ministre de la Défense Katz d'un changement de stratégie de raid.
Le 28 janvier 2025, un article de Haaretz écrit par Yaniv Kubovich affirmait que les Brigades de Jénine (aussi appelées "Bataillon du Hamas" par Tsahal) n’existent pas réellement et sont une invention israélienne visant à lier le raid de Jénine à la guerre de Gaza. L'article affirme que les seuls soi-disant militants à Jénine sont « de jeunes criminels qui recevaient quelques centaines de dollars pour tirer sur les forces de Tsahal », et cite le commandant non identifié de la brigade Menashe qui a admis qu'il n'y avait pas vraiment de « bataillon ». Cette affirmation contraste avec les multiples mentions des Brigades de Jénine dans diverses sources depuis leur fondation en 2021,,,,.
Dalia Hatuqa, écrivant pour Politico, a déclaré que de nombreux Palestiniens pensent que l'opération est un moyen pour les Israéliens de continuer à se venger de la population palestinienne pour les attaques du 7 octobre, malgré le cessez-le-feu de Gaza.
Un comité ad hoc de l'ONU met en garde dans un rapport en mai 2025 contre « une autre Naqba », en référence au déplacement forcé des Palestiniens lors de la guerre qui a accompagné la création d'Israël en 1948 : « Israël continue d'infliger des souffrances inimaginables aux personnes vivant sous son occupation, tout en étendant rapidement la confiscation des terres dans le cadre de ses aspirations coloniales plus larges [...] Les opérations de sécurité servent d'écran de fumée pour l'accaparement rapide des terres, les déplacements massifs, la dépossession, les démolitions, les expulsions forcées et le nettoyage ethnique, afin de remplacer les communautés palestiniennes par des colons juifs ».